# 莫納甜
莫那甜（Monatin），俗称阿鲁瓦（arruva），是一种天然存在的高强度甜味剂，提取自产于南非德兰士瓦省的假叶白草（Sclerochiton ilicifolius）植物。与蔗糖或其他营养性甜味剂不同，莫那甜不含碳水化合物或糖，几乎不含食物能量。
“莫那甜”这个名称来源于其本土词汇“molomo monate”，字面意思是“嘴巴好味”。
莫那甜是一种吲哚衍生物，降解后闻起来有粪便气味。
它的甜度是糖的3000倍。